# Domenico Brandi

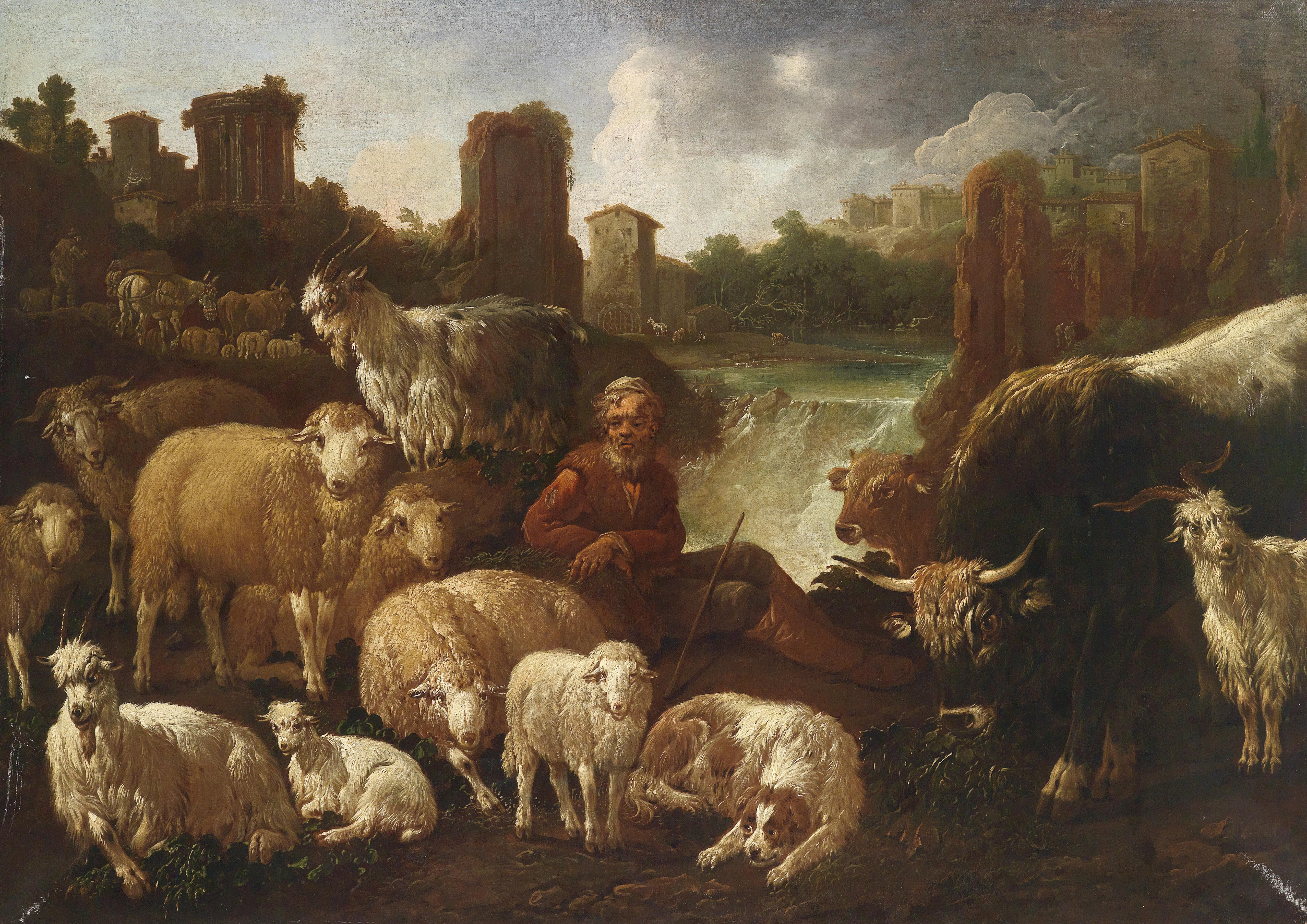
Pecore con pastore, prima metà XVIII secolo

Martino Domenico Raimondo Brandi (Napoli, 1684 – Napoli, 1736) è stato un pittore italiano.

## Biografia
Figlio del pittore di prospettive e di ornati Gaetano Brandi, nacque a Napoli e fu battezzato il 12 agosto 1684. Iniziò a lavorare nella bottega dello zio Nicola Russo. Si affermò come pittore di animali. Le sue opere sono esposte, oltre che in numerose collezioni private, nella Galleria Harrach di Vienna, nella Galleria Borghese a Roma, a Napoli nella Galleria nazionale, all'Aquila nella Raccolta Dragonetti-Cappelli, nella Galleria nazionale di Praga (Národní galerie) e nel museo di Bordeaux.